# 23-й танковый корпус (СССР)
23-й танковый корпус — тактическое соединение (танковый корпус) РККА СССР во время Великой Отечественной войны.
Период боевых действий: с 12 апреля 1942 года по 9 мая 1945 года.

## Полное действительное наименование
Полное действительное наименование по окончании Великой Отечественной войны:
23-й танковый Будапештский Краснознамённый ордена Суворова корпус.

## История
Корпус сформирован в 1942 году.

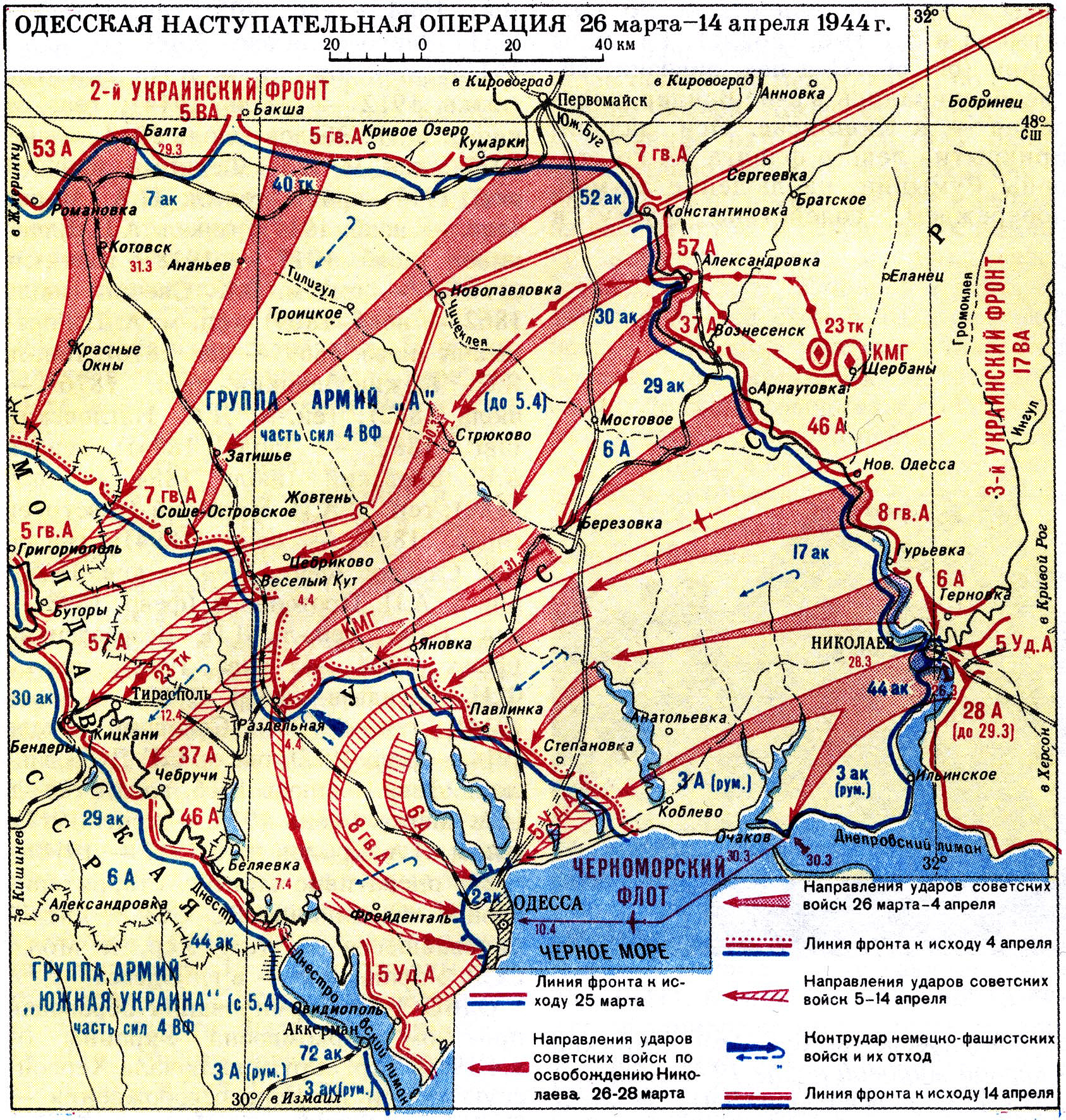
Действия корпуса в ходе Одесской наступательной операции 26 марта — 14 апреля 1944.

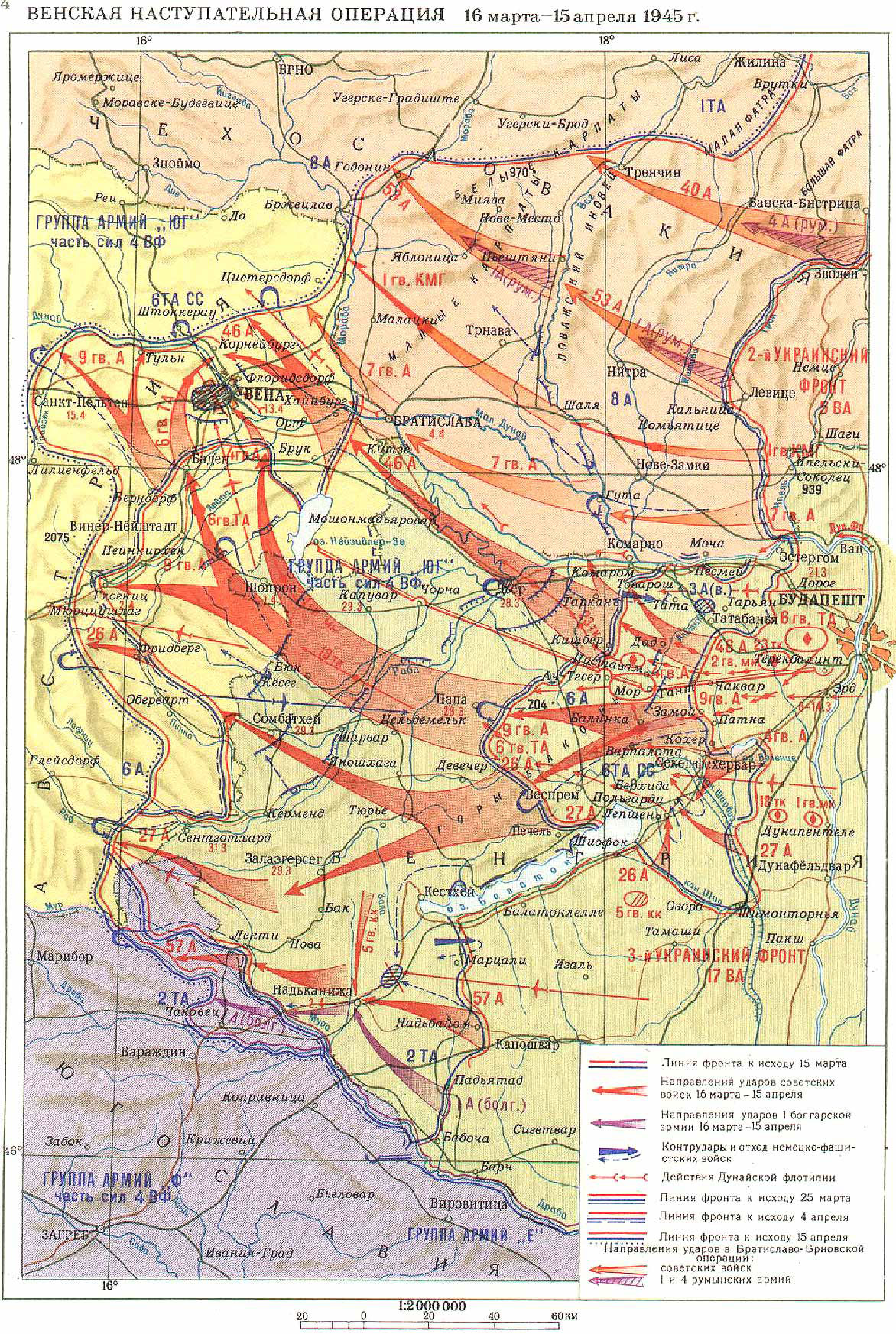
Венская операция.

Апрель-май 1942 — Харьковская операция (1942). В конце мая в районе села Лозовенька Балаклейского района бригада шла на прорыв из «Барвенковского котла» в составе сводной танковой группы генерал-майора Кузьмина, состоявшей из остатков 5-й гвардейской, 7-й, 37-й, 38-й и 43-й танковых бригад, а также остатков 21-го и 23-го танковых корпусов. Прорыв сопровождался большими потерями прорывавшихся частей Красной армии.
6 августа 23-й танковый корпус был передан из 1-й танковой армии в 62-ю армию, а 28-й танковый корпус — выведен на доукомплектование.

### Сталинградская битва
23-й танковый корпус принимал участие в Сталинградской битве в составе 1-й танковой армии. В составе корпуса на 27 июля 1942 года входили: 99-я танковая бригада (17 Т-34 и 16 Т-70), 189-я танковая бригада (26 Т-34 и 16 Т-70) и 9-я мотострелковая бригада.

### Березнеговато-Снигиревская операция
23-й танковый корпус участвовал в Березнеговато-Снигиревской наступательной операции 6—18 марта 1944 года в полосе наступления 46-й армии В. В. Глаголева. 23-й танковый корпус находился в подчинении 3-го Украинского фронта под командованием Р. Я. Малиновского. Параллельно 23-му корпусу в полосе 8-й гвардейской армии наступала конно-механизированная группа И. А. Плиева в составе 4-го гвардейского механизированного, 4-го гвардейского кавалерийского корпусов и 5-й отдельной мотострелковой бригады. 46-я и 8-я гвардейская армии являлись основными ударными компонентами фронта в Березнеговато-Снигиревской наступательной операции при поддержке авиации 17-й воздушной армии.
В 10 часов 6 марта войска главной группировки фронта после мощной артиллерийской и авиационной подготовки атаковали с плацдармов вражеские позиции. В тот же день перешли в наступление армии на правом и левом крыльях фронта.
Во второй половине дня 12 марта командование немецкой группы армий «А», осознав бесполезность попытки ликвидировать прорыв 46-й и 8-й гвардейской армий контрударами в районе Баштанки, а также, опасаясь окружения четырех корпусов в районе Березнеговатое, Снигирёвка, Баштанка, приняло решение отвести все силы 6-й армии на рубеж реки Южный Буг. Действуя в соответствии с этим решением, части 17-го и 44-го армейских корпусов противника сумели прорваться за Южный Буг и в направлении Николаева, бросив большую часть своей техники. Однако значительная часть зажатой в районе Березнеговатое, Снигирёвка вражеской группировки была уничтожена.

### Одесская наступательная операция
В 1944 году 23-й танковый корпус участвовал в Одесской наступательной операции в составе 3-го Украинского фронта.
В ночь на 26 марта 1944 армии правого крыла и центра фронта приступили к форсированию Южного Буга и прорыву обороны противника на его правом берегу. Однако из-за отсутствия достаточного количества переправочных средств и сильного артиллерийского огня противника в течение всего дня успеха они не имели. Усилия были перенесены на расширение ранее захваченных плацдармов на правом берегу Южного Буга в районах Константиновки и Вознесенска. Преодолевая сопротивление врага, 57-я и 37-я армии к исходу 28 марта расширили плацдарм до 45 км по фронту и от 4 до 25 км в глубину.
Оценив успех на правом крыле, командующий войсками фронта решил перегруппировать в полосу 57-й и 37-й армий конно-механизированную группу и 23-й танковый корпус, располагавшиеся в районе северо-восточнее Новой Одессы в полосе 46-й армии. Конно-механизированная группа получила задачу переправиться на правый берег Южного Буга и наступать в направлении станции Раздельная, а 23-й танковый корпус — на Тирасполь.
1 апреля 1944 23-й танковый корпус вышел к реке Тилигул. Все переправы были взорваны противником, а броды заминированы, из-за чего советское наступление было задержано на сутки. В ночь с 1 на 2 апреля река Тилигул была форсирована, и наступление продолжилось.
К 12 часам 4 апреля немецкая 6-я армия ударом КМГ и 23-го танкового корпуса оказывается рассечена надвое. XXX и LII армейские корпуса отходили на Тирасполь, а остальные сгрудились в районе севернее от Одессы.
23-й танковый корпус 10 апреля 1944 попал в окружение в районе Плоское, где вел бой до подхода туда 11 апреля стрелковых соединений 57-й армии. 12 апреля соединения армии вышли к Днестру, форсировали реку и захватили небольшие плацдармы на ее правом берегу.
6-я немецкая армия предпринимает попытку разорвать кольцо окружения и 3-я гпд и 97-я лпд, 335-я пд сумели прорваться из окружения. Остальные части 6-й немецкой армии отошли к Одессе.
12 апреля 1944 23-й танковый корпус вышел к реке Днестр, форсировал его, создав плацдарм на западном берегу.

### Ясско-Кишинёвская наступательная операция
21—23 августа 1944 года 3-я танковая бригада 23-го танкового корпуса была одной из первой вступившей в города Тыргу-Фрумос и Роман в Королевстве Румыния.

### Венская наступательная операция
В ходе Венской наступательной операции 23-й танковый корпус, совместно с 18-м танковым и 1-м гвардейским механизированным корпусами (всего 217 танков и САУ), 27-й и 26-й армиями генерал-лейтенантов С. Г. Трофименко и Н. А. Гагена, осуществлял создание оперативного «мешка» 6-й танковой армии СС в районе озера Балатон. В дальнейшем 23-й танковый корпус участвовал в овладении Веной совместно с 46-й армией с 2-м гвардейским механизированным корпусом. Им предстояло переправиться с правого берега Дуная на левый и отрезать пути отхода венской группировки противника на север. Через 2 дня после окончания штурма Вены, 15 апреля 46-я армия, 23-й танковый и 2-й гвардейский механизированный корпус 2-го Украинского фронта, после переправы на северный берег р. Дунай, вышли в район северо-западнее города.

### После войны
После окончания Великой Отечественной войны, корпус переформирован в 1945 году в 23-ю танковую дивизию с сохранением почётного наименования, наград, знамени и боевой славы соединения и входящих в него частей. В 1987—90 гг. дивизия была учебной танковой.
В 1980-е годы находилась в составе 8-й танковой армии Прикарпатского военного округа. Переформирована 1 июля 1990 года в 6065-ю БХВТ.

## Командный состав

### Командир
- Генерал-майор танковых войск Пушкин Ефим Григорьевич, с 12 апреля 1942 года по 4 июня 1942 года
- Полковник, (с 21.07.1942 генерал-майор танковых войск) Хасин Абрам Матвеевич с 4 июня 1942 года по 30 августа 1942 года
- Генерал-майор танковых войск Попов Алексей Фёдорович с 30 августа 1942 года по 16 октября 1942 года
- Полковник Кошелев Василий Васильевич с 16 октября 1942 года по 29 ноября 1942 года
- Генерал-майор танковых войск, (с 18.01.1943 генерал-лейтенант танковых войск) Пушкин Ефим Григорьевич, с 29 ноября 1942 года по 11 марта 1944 года
- Генерал-майор танковых войск, (с 13.09.1944 генерал-лейтенант танковых войск) Ахманов Алексей Осипович, с 12 марта 1944 года по 9 мая 1945 года.

### Заместители
- 05.08.1942 —10.06.1945 В. И. Красноголовый полковник, генерал-майор танковых войск[12].

Военным комиссаром с 8 апреля 1942 года был полковник Иван Алексеевич Подпоринов, но в конце 1942 года его назначили заместителем командира корпуса по политической части. Иван Алексеевич Подпоринов прослужил в звании полковой комиссар, с 8 апреля 1942 года по 5 декабря 1943 года, а после его переаттестовали полковника. В этой должности в корпусе он прослужил до 16 июня 1943 года.
Заместителем командира по технической части был Скачков Марк Сергеевич. На октябрь 1943 года начальником артиллерии был полковник Николай Иванович Новгородский.

### Начальники штаба корпуса
- полковник Василий Тихонович Волконский (17 апреля 1942 — август 1942)
- полковник Сергей Васильевич Бызеев (01 сентября 1942 — октябрь 1942)
- полковник Василий Васильевич Кошелев (29 октября 1942 — 18 февраля 1943)
- полковник Сергей Васильевич Зимин (март 1943 — сентябрь 1943)
- полковник Александр Владимирович Воронов (сентябрь 1943 — 09 мая 1945)

### Начальники политотдела
Начальников политотдела за период существования 23-го танкового корпуса было 4. На момент 5 апреля 1942 года старший батальонный комиссар Дружинин, с 31 марта 1943 года по 16 июня 1943 года — подполковник Павел Петрович Тягунов, с 16 июня 1943 года по 21 июля 1944 года — полковник Подпоринов, Иван Алексеевич , с 21 июля 1944 года по 11 августа 1945 года — подполковник, (с 20 марта 1945 полковник) Челночников, Павел Иванович .

## Состав
- управление корпуса
- 3-я танковая Чаплинско-Будапештская Краснознамённая орденов Суворова, Кутузова и Богдана Хмельницкого бригада
- 39-я танковая Чаплинская Краснознамённая орденов Суворова, Кутузова и Богдана Хмельницкого бригада
- 135-я танковая Константиновская Краснознамённая ордена Кутузова бригада
- 56-я мотострелковая Ясская Краснознамённая орденов Суворова и Богдана Хмельницкого бригада
- 1443-й самоходно-артиллерийский Запорожский орденов Кутузова и Богдана Хмельницкого полк
- 1669-й лёгкий артиллерийский Кировоградский орденов Суворова и Богдана Хмельницкого полк
- 457-й отдельный миномётный Ясский ордена Александра Невского полк
- 1501-й истребительно-противотанковый артиллерийский Ясский ордена Богдана Хмельницкого полк
- 1697-й отдельный зенитный артиллерийский Будапештский полк
- 442-й отдельный гвардейский орденов Александра Невского и Красной Звезды дивизион
- 739-й отдельный истребительно-противотанковый дивизион
- 82-й отдельный мотоциклетный ордена Красной Звезды батальон]
- 11-й отдельный бронеавтомобильный батальон
- 22-й отдельный медико-санитарный батальон
- 92-й отдельный ремонтно-восстановительный ордена Красной Звезды батальон

Части корпусного подчинения:

(на май 1945 года)
- 895-й отдельный ордена Красной Звезды[14] батальон связи
- 176-й отдельный сапёрный Ясский[15] ордена Богдана Хмельницкого[16] батальон
- 132-я отдельная роты химической защиты
- 23-я отдельная автотранспортная рота подвоза ГСМ
- 105-я подвижная ремонтная база
- 159-я полевая танкоремонтная база
- 10-е отдельное авиационное звено связи
- 52-й полевой автохлебозавод
- 1942-я полевая касса Госбанка
- 2138-я военно-почтовая станция

- управление (г. Овруч);
- 39-й танковый Чаплинский Краснознамённый, орденов Суворова, Кутузова и Богдана Хмельницкого полк (г. Овруч);
- 84-й танковый полк (г. Коростень);
- 135-й танковый Константиновский Краснознамённый, ордена Кутузова полк (г. Овруч);
- 321-й мотострелковый Ясский Краснознамённый, орденов Суворова и Богдана Хмельницкого полк (г. Овруч);
- 916-й артиллерийский Ясский Краснознамённый, орденов Суворова и Александра Невского полк (г. Коростень);
- 1046-й зенитный артиллерийский Будапештский полк (г. Коростень);
- 296-й отдельный ракетный дивизион (г. Овруч);
- 85-й отдельный разведывательный батальон (г. Овруч);
- 176-й отдельный инженерно-сапёрный батальон (г. Овруч);
- 151-й отдельный ремонтно-восстановительный батальон (г. Овруч);
- 895-й отдельный батальон связи (г. Овруч);
- 1042-й отдельный батальон материального обеспечения (г. Овруч);
- 221-й отдельный медицинский батальон (г. Овруч);
- 14-я отдельная рота химической защиты (г. Овруч);
- ОВКР (г. Овруч).[11]

Вооружение 6065-й БХВТ (г. Овруч): 315 Т-55, 38 БМП-1, 15 БРМ-1К, 2 БТР-70, 12 «Град», 13 Р-145БМ, 3 Р-156БТР).

## В составе[17]
| Дата            | Фронт (округ)             | Армия                 |
| --------------- | ------------------------- | --------------------- |
| 01.05.1942 года | Юго-Западный фронт        | 6-я армия             |
| 01.07.1942 года | Юго-Западный фронт        | 28-я армия            |
| 01.08.1942 года | Сталинградский фронт      | 1-я танковая армия    |
| 01.09.1942 года | Юго-Восточный фронт       | 62-я армия            |
| 01.10.1942 года | Сталинградский фронт      | 62-я армия            |
| 01.11.1942 года | Приволжский военный округ |                       |
| 01.01.1943 года | Юго-Западный фронт        |                       |
| 01.02.1943 года | Юго-Западный фронт        | 3-я гвардейская армия |
| 01.03.1943 года | Юго-Западный фронт        |                       |
| 01.11.1943 года | 3-й Украинский фронт      |                       |
| 01.07.1944 года | 2-й Украинский фронт      |                       |
| 01.02.1945 года | 3-й Украинский фронт      |                       |
| 01.04.1945 года | 3-й Украинский фронт      | 46-я армия            |
| 01.05.1945 года | 2-й Украинский фронт      |                       |

## Награды корпуса
| Награда (наименование)               | Дата награждения                                                             | За что награжден |
| ------------------------------------ | ---------------------------------------------------------------------------- | --- |
| орден Красного Знамени               | Награждён Указом Президиума Верховного Совета СССР от 14 ноября 1944 года    | За образцовое выполнение заданий командования в боях с немецкими захватчиками, за овладение городом Ньиредьхаза и проявленные при этом доблесть и мужество. |
| Почётное наименование «Будапештский» | Присвоено приказом Верховного Главнокомандующего № 064 от 5 апреля 1945 года | В ознаменование одержанной победы и за отличие в боях по овладению городом Будапешт.                                                                        |
| орден Суворова II степени            | Награждён Указом Президиума Верховного Совета СССР от 17 мая 1945 года       | За образцовое выполнение заданий командования в боях с немецкими захватчиками при овладении городом Вена и проявленные при этом доблесть и мужество.        |

(Танковый фронт 1939—1945)

## Отличившиеся воины корпуса
- Алимов, Зариф Закирович, лейтенант, командир взвода автоматчиков мотострелкового батальона 56-й мотострелковой бригады.
- Гвоздев, Алексей Фёдорович, старший лейтенант, командир танкового взвода 3-й танковой бригады.
- Екимов, Василий Григорьевич, сержант, механик-водитель танка 3-й танковой бригады.
- Ивлиев, Иван Дмитриевич, подполковник, командир 3-й танковой бригады.
- Ионов, Сергей Петрович, старшина, механик-водитель танка 3-й танковой бригады.
- Котлов, Анатолий Георгиевич, лейтенант, командир мотоциклетной роты 82-го отдельного мотоциклетного батальона.
- Мамедов, Халил Мамед оглы, капитан, командир 1-го танкового батальона 3-й танковой бригады.
- Рева, Василий Лаврентьевич, младший лейтенант, командир танка Т-34 1-го танкового батальона 3-й танковой бригады.
- Самоваров, Василий Иванович, старший лейтенант, командир танковой роты 2-го танкового батальона 3-й танковой бригады.
- Цупренков, Степан Григорьевич, младший лейтенант, командир танка 3-го танкового батальона 3-й танковой бригады.
- Штанько, Филипп Феофанович, полковник, командир 56-й мотострелковой бригады.
- Яценко, Николай Лаврентьевич, лейтенант, командир взвода танков 1-го танкового батальона 39-й танковой бригады.